# 朱方乾
朱方乾 （？—1644年），字九龍，江西南昌府南昌縣人，明朝政治人物、賜特用進士出身。
崇禎六年中舉人，十五年賜進士，官長陽知縣。崇禎十六年請詳修築城門於臨江，一面甃以石，並建東南西三門， 城樓後山一面累土，為城覆以瓦。十七年，土官唐鎮邦率蠻兵攻城，城陷殉職。